# Zef Simoni
Zef Simoni (ur. 1 grudnia 1928 w Szkodrze, zm. 21 lutego 2009 tamże) – albański duchowny rzymskokatolicki, biskup pomocniczy diecezji szkoderskiej w latach 1993–2004, biskup senior diecezji szkoderskiej od 2004.

## Życiorys
Pochodził z ubogiej rodziny, był synem Kola Simoniego. W 1946 ukończył szkołę średnią, prowadzoną przez zakon Franciszkanów w Szkodrze i rozpoczął studia z zakresu języka i literatury albańskiej w Instytucie Pedagogicznym, które przerwał i wstąpił do seminarium duchownego. Naukę w seminarium ukończył w 1955. 9 lutego 1961 został wyświęcony na księdza przez arcybiskupa Ernesto Çobę.
Od 1967, kiedy ogłoszono Albanię państwem ateistycznym, nie mógł prowadzić publicznie działalności duszpasterskiej. W 1976 został aresztowany i skazany na 15 lat więzienia za nielegalne odprawianie nabożeństw. Karę odbywał w obozie w Spaçu, skąd wyszedł po dwunastu latach. 28 listopada 1991 był jednym z pierwszych duchownych albańskich, którzy odwiedzili Watykan po okresie prześladowań. W 1992 po ponownym otwarciu świątyń katolickich, został mianowany wikariuszem generalnym archidiecezji szkoderskiej. 25 grudnia 1992 został mianowany biskupem tytularnym Bararus przez papieża Jana Pawła II. Sakrę biskupią otrzymał 25 kwietnia 1993, w czasie wizyty papieża w Albanii. Współkonsekratorami byli kardynałowie: Camillo Ruini i Jozef Tomko.
W styczniu 2004 przeszedł na emeryturę. W ostatnim okresie życia poświęcił się pisaniu prac poświęconych najnowszym dziejom Kościoła katolickiego w Albanii. Pochowany w krypcie katedry św. Szczepana w Szkodrze.
Jego brat Gjergj Simoni (1933–2022) także był księdzem. Imię Zefa Simoniego nosi ulica w Kamzie i w tirańskiej dzielnicy Bathore.

## Dzieła
- 1993: Martirizimi i Kishës Katolik Shqiptare (1944-1990) (Martyrologia Albańskiego Kościoła Katolickiego 1944-1990)
- 1994: Dritat në Errësine. Persekutimi i Kishës në Shqipni (Światła w ciemności. Prześladowanie Kościoła w Albanii)
- 1996: Një barkë në histori
- 1998: Portrete Klerikësh Katolikë (Portrety duchownych katolickich)